# Beaumetz-lès-Aire
Beaumetz-lès-Aire är en kommun i departementet Pas-de-Calais i regionen Hauts-de-France i norra Frankrike. Kommunen ligger i kantonen Fauquembergues som tillhör arrondissementet Saint-Omer. År 2022 hade Beaumetz-lès-Aire 228 invånare.

## Befolkningsutveckling
Antalet invånare i kommunen Beaumetz-lès-Aire
| Referens: INSEE |